# Fame Is Where You Find It
Fame Is Where You Find It is de zestiende aflevering van het eerste seizoen van het tienerdrama Beverly Hills, 90210, die voor het eerst werd uitgezonden op 28 februari 1991.

## Verhaal
Als Brandon in het park is, wordt bij toevallig ontdekt. Hij belandt in een televisieserie met de populaire tieneridool Lydia Leeds. Hij wordt in één klap een ster op school en hij laat de roem naar zijn hoofd stijgen. Hij ontdekt echter dat Lydia hem gebruikt om haar ex-vriend en collega terug te pakken. Hij staat op dat moment voor een dilemma en hij weet niet wat hij moet doen.
De drukke Brandon vraagt Brenda om hem te vervangen in de Peach Pit. Hier speelt ze de rol van een typische zingende serveerster Laverne, met haar kapsel omhoog en een driehoekige bril. Ze valt in de smaak bij de klanten en geniet zelf ondertussen van het acteerspel dat ze er doet.

## Rolverdeling
- Jason Priestley - Brandon Walsh
- Shannen Doherty - Brenda Walsh
- Jennie Garth - Kelly Taylor
- Ian Ziering - Steve Sanders
- Gabrielle Carteris - Andrea Zuckerman
- Luke Perry - Dylan McKay
- Brian Austin Green - David Silver
- Douglas Emerson - Scott Scanlon
- Tori Spelling - Donna Martin
- Carol Potter - Cindy Walsh
- James Eckhouse - Jim Walsh
- Joe E. Tata - Nat Bussichio
- Marcy Kaplan - Lydia Leeds
- Amy Hill - Co-Producer
- Alan Blumenfeld - Jake